# Zygmunt Korybutowicz

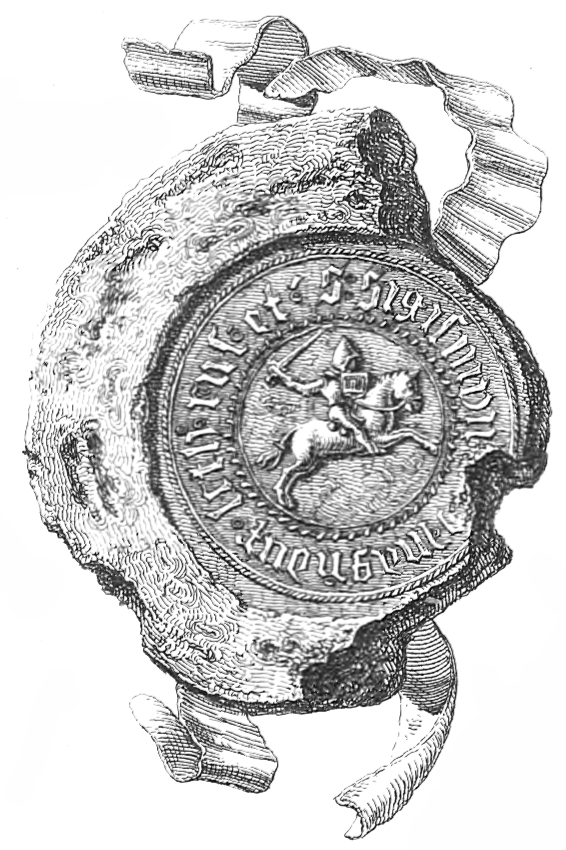
Pieczęć Zygmunta Korybutowicza z 1433 r.

Zygmunt Korybutowicz, Zygmunt Korybut (ur. ok. 1395?, zm. wrzesień 1435) – książę litewski, uczestnik wojen husyckich, pretendent do korony czeskiej.

## Życiorys
Syn Korybuta Olgierdowicza, bratanek Władysława Jagiełły. Walczył w wielkiej wojnie z zakonem krzyżackim i choć wystawił własną chorągiew, sam walczył w chorągwi nadwornej. Wiosną 1422 r. został wysłany przez wielkiego księcia litewskiego Witolda, wraz z pięciotysięcznymi oddziałami zwerbowanymi w Polsce, do Pragi, oficjalnie jako namiestnik Witolda. Miał on za zadanie przygotować w stolicy Czech teren pod przyszłą koronację Witolda, któremu koronę zaproponowali stojący w opozycji do Zygmunta Luksemburskiego husyci. Akcję Korybuta spotkało niepowodzenie, ponieważ, mimo tego, że opanował w większości Czechy, skompromitował Witolda w oczach świata katolickiego, przyjmując komunię pod obiema postaciami i składając przysięgę na obronę czterech artykułów praskich, czym przystąpił jawnie do husytyzmu. Stanął też po stronie umiarkowanych prażan, zrażając przeciwko sobie radykalnych taborytów. W dodatku, pomimo trwającego sześć miesięcy oblężenia (z użyciem m.in. ciężkich katapult), nie udało mu się jednak zdobyć bronionego przez zaledwie 400 obrońców zamku Karlštejn i jesienią tego samego roku został, w wyniku porozumienia w Kieżmarku z 30 marca 1423 r. pomiędzy Jagiełłą a Zygmuntem Luksemburskim, odwołany do kraju. 
W 1424 r. podjął samodzielne starania o tron czeski, udało mu się nawet zdobyć Pragę gdzie samodzielnie koronował się na króla, ostatecznie jednak próba ta zakończyła się niepowodzeniem. Już po śmierci Jana Žižki, w 1426 r. dowodził w zwycięskiej dla husytów bitwie pod Uściem nad Łabą przeciwko krzyżowcom. W 1427 r. został uwięziony w zamku Valdštejn koło Turnova i następnie wydalony z Czech.
W toczących się w następnych latach w Czechach walkach religijnych nadal stał po stronie stronnictwa husytów. W 1430 r. opanował na kilka miesięcy Gliwice, skąd prowadził niszczycielskie wypady na ziemie należące do Królestwa Polskiego. W dniu 14 sierpnia 1431 r. uczestniczył w zwycięskiej dla husytów bitwie pod Domažlicami. Po przegranej przez husytów w 1434 r. bitwie pod Lipanami, wrócił na Litwę. 

Opowiedział się po stronie Bolesława Świdrygiełły (zbuntowanego brata króla Władysława Jagiełły) sprzymierzonego z zakonem krzyżackim. W czasie bitwy pod Wiłkomierzem dowodził oddziałami najemników czeskich, i razem z wojskami krzyżackimi oraz wojskami Świdrygiełły poniósł klęskę w 1435 r. w starciu z wojskami polsko-litewskimi dowodzonymi przez Jakuba Kobylańskiego - ciężko ranny Korybutowicz wzięty został do niewoli, gdzie wkrótce zmarł.

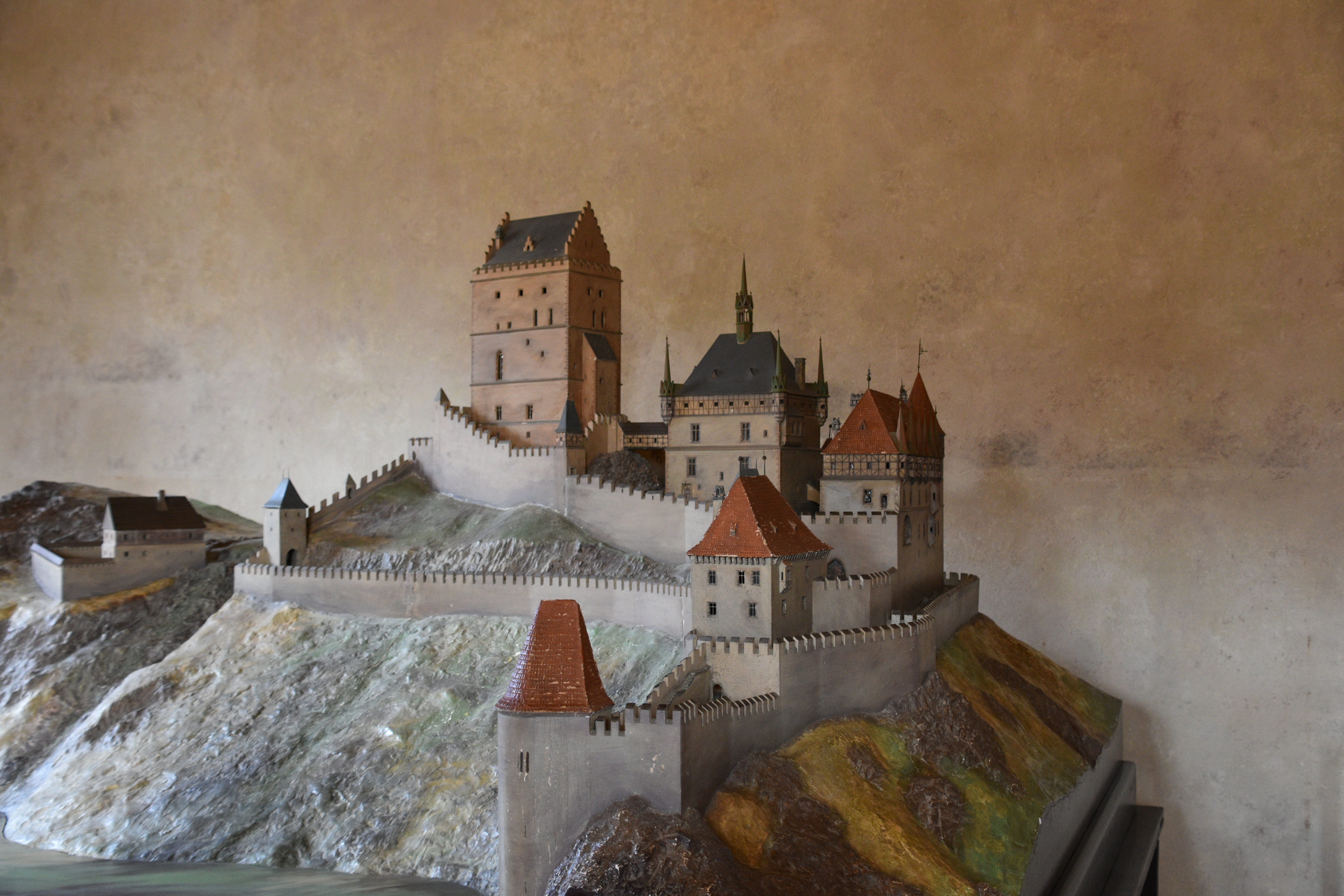
Zamek Karlstejn w czasach Zygmunta Korybutowicza